# Pallenopsis scoparia
Pallenopsis scoparia är en havsspindelart som beskrevs av Fage, L. 1956. Pallenopsis scoparia ingår i släktet Pallenopsis och familjen Phoxichilidiidae. Inga underarter finns listade i Catalogue of Life.